# 劉鋹
南汉后主劉鋹（942年—980年），原名劉繼興，五代十國時期南漢末代君主，是南漢中宗劉晟之長子，原封衛王。

## 治國
南漢乾和十六年（958年）閏七月辛巳日，劉晟去世，劉繼興繼位，改名劉鋹，改元大寶。
劉鋹治國，政事皆委諸宦官龔澄樞及女侍中盧瓊仙等人，女官亦任命為參政官員，其餘官員只是聊備一格而已。
劉鋹又認為群臣都有家室，會為了顧及子孫不肯盡忠，因此只信任宦官，臣屬必須自宮才會被進用。
又相當寵愛一名波斯女子，與之淫戲於後宮，叫她「媚豬」，而自稱「蕭閒大夫」，不理政事。後來將政事又交予女巫樊胡，連龔澄樞及盧瓊仙都依附她，政事紊亂。

## 降宋
南漢大寶十三年（970年），宋朝派潭州防禦使潘美攻南漢。南漢舊將先前多因讒言而被殺，宗室亦遭翦除殆盡，掌兵權的只有宦官而已，城牆、護城河，都裝飾為宮殿、水塘；樓船戰艦、武器盔甲，全部腐朽。
大寶十四年（宋開寶四年，971年），宋軍節節進逼。劉鋹纵火焚毁宫殿、府库，挑選十幾艘船，滿載金銀財寶及嬪妃，準備逃亡入海；還沒出發，宦官與衛兵就盜取船舶逃走，劉鋹只好投降，南漢亡。
劉鋹歸順宋朝後，押送至东京開封府，囚于玉津园，后以帛繫颈，与南汉官属一同献俘于太庙、太社。宋太祖遣吕余庆问责焚烧府库之事。劉鋹將責任完全推給龔澄樞，其曰“臣年十六僭伪号，澄枢等皆先臣旧人，每事，臣不得自由，在国时，臣是臣下，澄枢是国主。”宋太祖趙匡胤就將龔澄樞斬首，而赦免劉鋹的罪，並任命其為金紫光禄大夫、检校太保、右千牛衛大將軍、员外置同正员，封恩赦侯。
荒淫無度的劉鋹投降後，為宋太祖、宋太宗厚待，也出現不少趣事，與南唐後主李煜的國愁家恨形成強烈對比。劉鋹本人體態豐滿，眉清目秀。有巧思，亦能言善辯，曾用珠子將馬鞍串成戲龍的形狀獻予宋太祖。宋太祖因此感嘆說：「劉鋹如果能將這項技藝用在治國上，怎麼會滅亡！」劉鋹稱帝在位时，多置鴆酒，毒死臣下。降宋後，一日宋太祖乘肩舆，与随从数十人幸讲武池。从官未至，而劉鋹先至。宋太祖賜以酒，劉鋹以為要毒殺自己，大哭曰：“臣承祖父基业，违拒朝廷，劳王师讨致，罪固当诛。陛下既待臣不死，愿为大梁布衣，观太平之盛。臣未敢饮此酒。”宋太祖笑而取酒自飲，劉鋹大感慚愧。
開寶八年（975年），宋滅南唐後，將劉鋹改命左監門衛上將軍，封彭城郡公。宋太宗即帝位，再改封其為衛國公。
太平興國四年（979年），宋太宗將伐北漢劉繼元，在長春殿宴請潘美等將領。當時劉鋹與已降宋的前吳越王錢俶、前平海军節度使陳洪進都參加，劉鋹因此說：「朝廷威靈遠播，四方竊位僭主的君王，今日都在座，不久又要平定太原，劉繼元又將到達，臣率先來朝，願揮舞大棒，替陛下吶喊助威，望成為各國降王的領袖。」宋太宗因此大笑。
太平興國五年（980年），劉鋹去世，獲贈授太師，追封為南越王。由於劉鋹是南漢最後一位君主，復無諡號、廟號，史家所以習稱其為南漢後主。

## 家庭

### 妃嫔
- 李贵妃，李讬养女
- 李美人，李讬养女
- 卢才人，卢琼仙
- 美人素馨

### 姬侍
- 媚豬，波斯女

### 子女

#### 子
1. 劉守節
2. 劉守正
3. 劉守素
4. 劉守通

## 影視形象

### 電視劇
| 年份   | 地區 | 作品         | 演員 |
| 1995年 | 台湾 | 《情剑山河》 | 未知 |